# 12 جولة 2: إعادة التحميل
12 جولة 2: إعادة التحميل (بالإنجليزية: 12 Rounds 2: Reloaded)‏ هو فيلم أكشن أمريكي من إنتاج عام 2013. الفيلم من إخراج رويل رينيه وإنتاج دبليو دبليو إي ستوديوز وبطولة راندي أورتن وتوم ستيفنز وبراين ماركنسون وسيندي باسبي، الفيلم هو الجزء الثاني من فيلم 12 جولة لجون سينا والذي عرض عام 2009، على عكس الجزء الأول الذي صدر بدور العرض الأمريكية، صدر الفيلم على شكل أقراص DVD وبلو راي في الولايات المتحدة في 4 يونيو 2013.

## القصة
نيك مالوي، فني الطوارئ الطبية الذي وجد نفسه متورطًا في لعبة من 12 جولة مميتة مرتبطة بماضية، مع القليل من الوقت لإكمال اللعبة وإنقاذ حياة زوجته حيث يجب عليه معرفة لماذا تم اختياره في هذه اللعبة.

## طاقم التمثيل
- راندي أورتن: (نيك مالوي)
- توم ستيفنز: (تومي ويفر)
- براين ماركنسون: (باتريك هيلر)
- فينوس تيرزو: (المحقق ماكنزي)
- سيندي باسبي: (سارة مالوي)
- شون روجرسون: (المحقق سايكس)
- كولين لورانس: (جاي تومسون)
- تشيلسي ريست: (آمبر)
- سيباستيان سبنس: (المحافظ ديفلين ويفر)
- جين كارلتون: (ديانا هيلر)

## الإنتاج
في 3 أغسطس 2012، ذكر أن ريني هارلين لن يقوم بإخراج الفيلم من أجل إخراج فيلم أسطورة هرقل الذي عرض في 2014، وتم استبداله برويل رينيه الذي أخرج من قبل فيلم جندي البحرية ومسدس يساط، تم تعيين جون سينا ليقوم ببطولة الفيلم في دور المحقق داني فيشر. ومع ذلك، اختار المخرج رويل رينيه راندي أورتن كبطل للفيلم بدور نيك مالوي.

## وصلات خارجية
- الموقع الرسمي
- 12 جولة 2: إعادة التحميل على موقع IMDb (الإنجليزية)
- 12 جولة 2: إعادة التحميل على موقع روتن توميتوز (الإنجليزية)
- 12 جولة 2: إعادة التحميل على موقع ألو سيني (الفرنسية)
- 12 جولة 2: إعادة التحميل على موقع قاعدة بيانات الفيلم (الإنجليزية)
- 12 جولة 2: إعادة التحميل على موقع ليتربوكسد (الإنجليزية)
- 12 جولة 2: إعادة التحميل على موقع كينوبويسك (الروسية)